# Хоун, Артур Артурович
Артур Артурович Хоун (англ. Arthur Robert Hone, 18 февраля 1915, Лондон, Великобритания — 9 июня 1972, Тарту, ЭССР, СССР) — эстонский профессор английского происхождения, преподаватель английского языка в Тартуском государственном университете.

## Биография
Из семьи рабочих. Окончил Кембриджский университет в 1937 году. Изучал романскую филологию. В студенческие годы вступил в Коммунистическую партию Великобритании. В 1939—1941 годах он был преподавателем английского и французского языков в Тартуском университете. Во время Великой Отечественной войны находился в советском тылу в Челябинске, где работал сначала заводским рабочим, затем библиотекарем. После войны читал лекции по французскому, испанскому и итальянскому языку и литературе в Тартуском государственном университете.

## Личная жизнь
Был женат сначала на Айре Кааль, потом на Лайне Хоун.